# Kazuaki Koezuka
Kazuaki Koezuka (肥塚 一晃?, Koezuka Kazuaki; Prefettura di Osaka, 10 febbraio 1967) è un ex calciatore giapponese, di ruolo centrocampista.